# Heritage Foundation

Logo van The Heritage Foundation

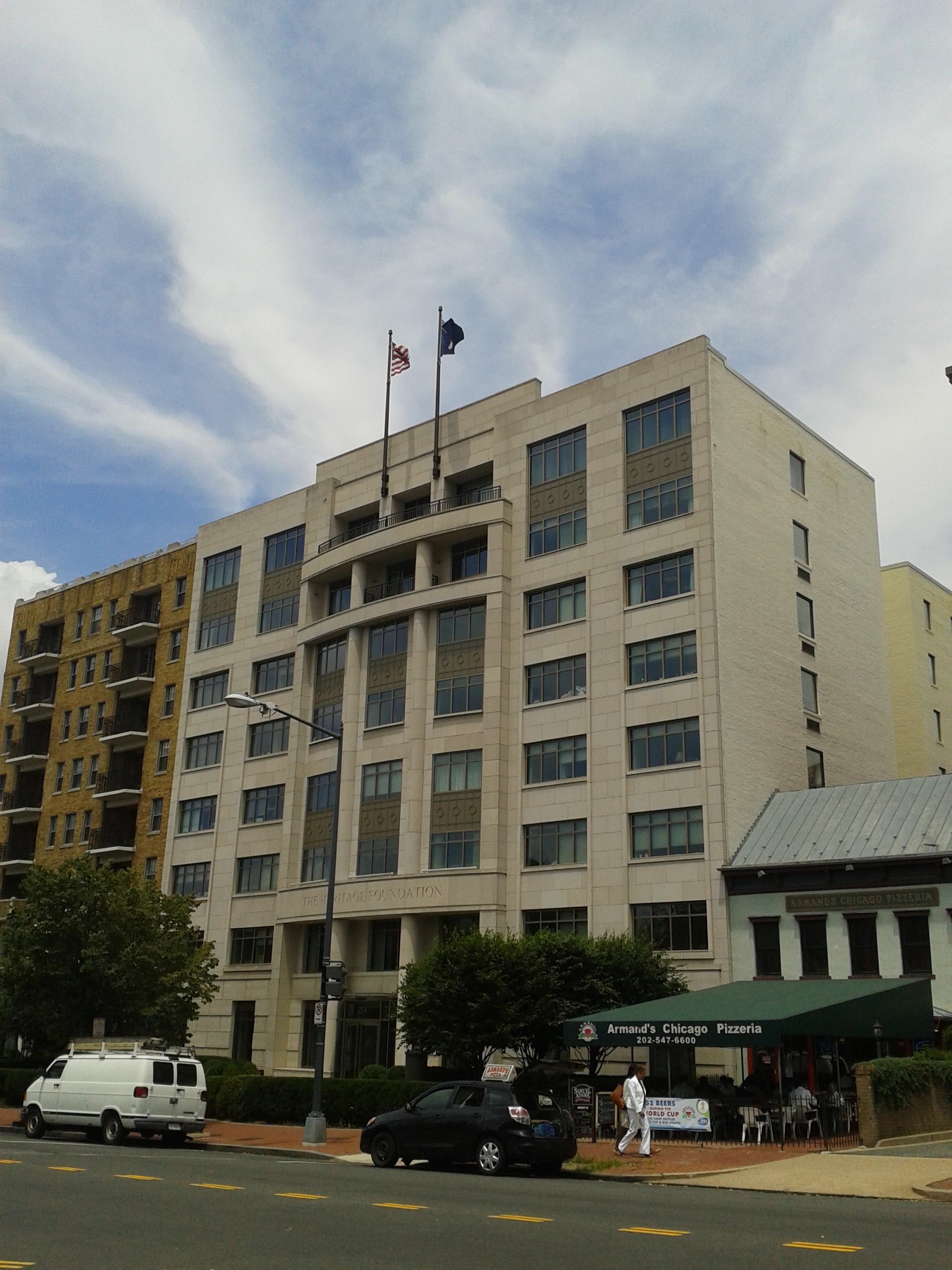
Hoofdkantoor in Washington D.C.

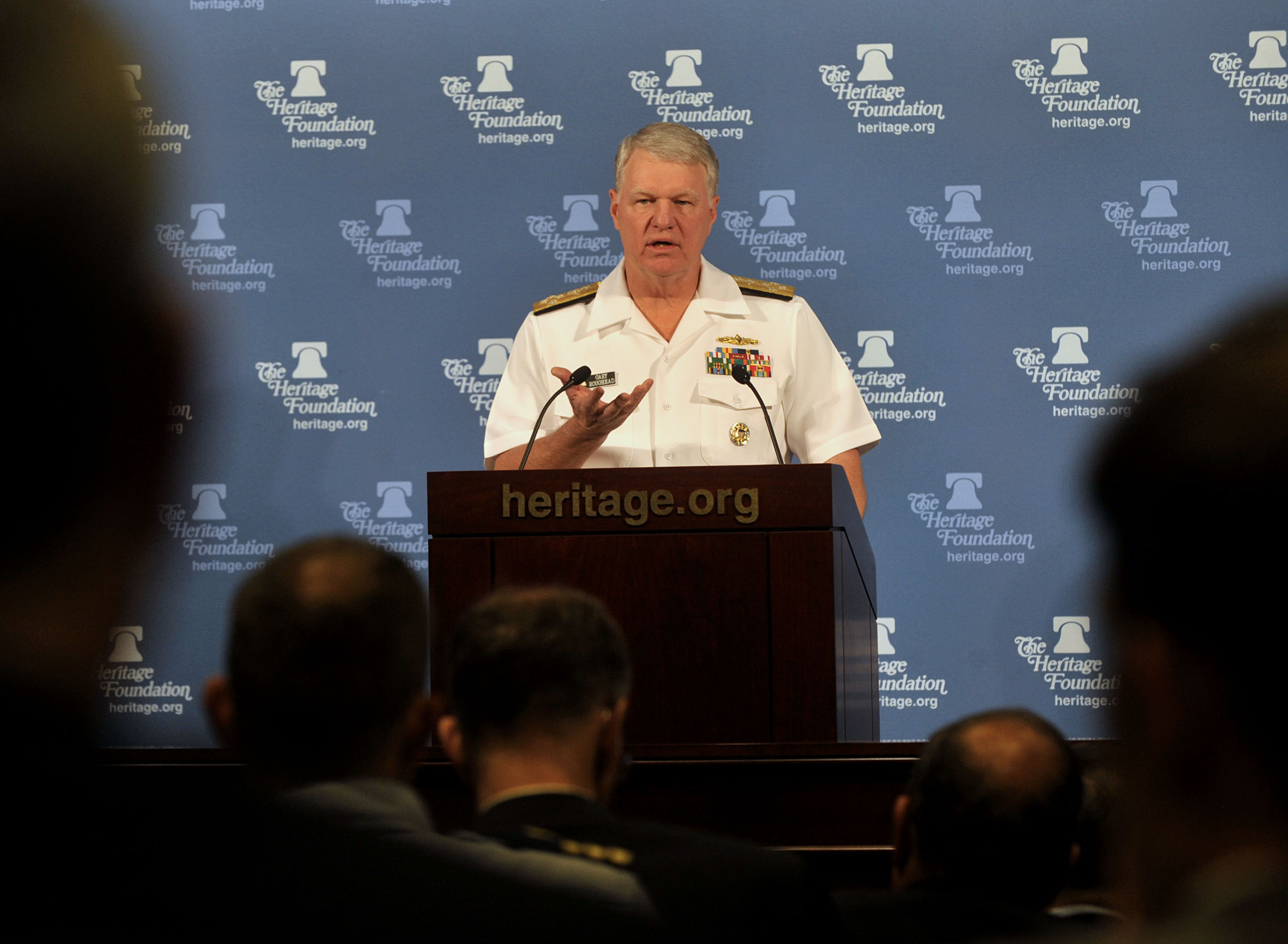
Admiraal Gary Roughead (Chief of Naval Operations) spreekt op een bijeenkomst in 2010

De Heritage Foundation is een conservatieve Amerikaanse denktank opgericht in 1973.
Deze denktank (think tank) heeft als missie om conservatieve waarden te promoten, gebaseerd op de vrije markt, een gelimiteerde overheid, individuele vrijheid, traditionele Amerikaanse waarden en een sterke defensie. Het bedoelde erfgoed (heritage) is het joods-christelijke gedachtegoed en het gedachtegoed van de opstellers van de Amerikaanse grondwet (de Founding Fathers). Het is voor de financiering afhankelijk van giften van bedrijven, stichtingen en particulieren.
Deze denktank wordt gezien als een belangrijke kracht achter de opkomst van het conservatisme in Amerika. Het legt meer dan het American Enterprise Institute de nadruk op het belang van gezinswaarden (family values), maar is net als dit instituut opgericht vanuit de Mont Pèlerin Society.

## Presidentsverkiezingen van 2024
Het zogenaamde "2025 Presidential Transition Project", ook bekend als Project 2025, is een verzameling conservatieve beleidsvoorstellen van The Heritage Foundation om de federale regering van de Verenigde Staten te hervormen in het geval van een overwinning van de Republikeinse Partij bij de presidentsverkiezingen van 2024. Volgens dit project moet de volledige uitvoerende macht onder rechtstreekse controle komen van de president. Critici van Project 2025 hebben het omschreven als een autoritaire, christelijk-nationalistische beweging die de Verenigde Staten wil hervormen tot een autocratie. Verschillende rechtsdeskundigen hebben aangegeven dat dit de rechtsstaat en de scheiding der machten zou ondermijnen. Sommige conservatieven en Republikeinen hadden ook kritiek op het plan, bijvoorbeeld in de context van centralisatie van de macht, individuele rechten en vrijheden, klimaatverandering, en buitenlandse handel.